# 玖波站

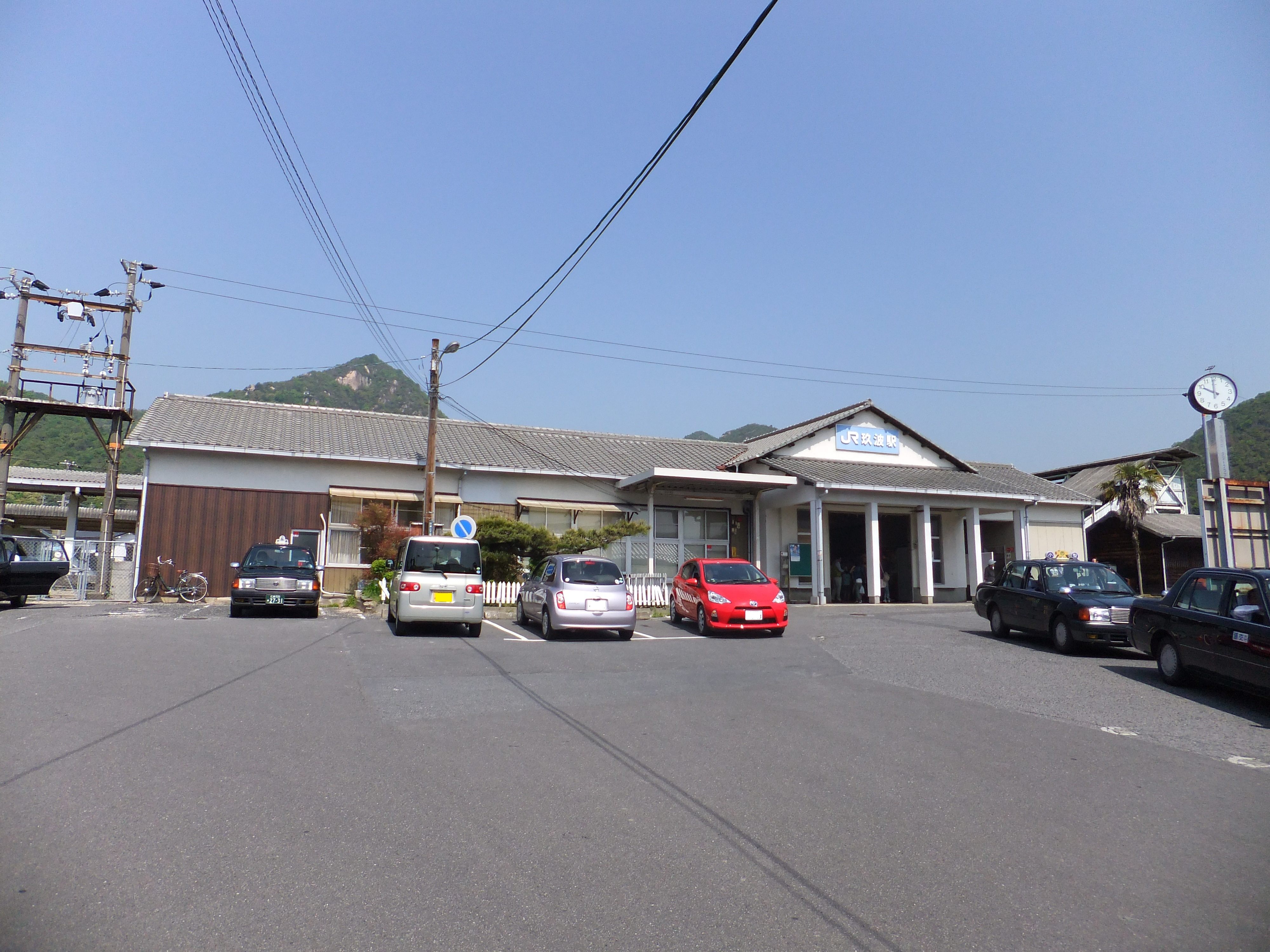
東口(2012年5月)

玖波站（日语：／ Kuba eki */?）是位於廣島縣大竹市玖波，屬於西日本旅客鐵道（JR西日本）山陽本線的車站。本站位於廣島城市網絡內，只有普通和快速「城市快車」在本站停靠，平日早上運行的「通勤快車」則會通過此站。早上有許多前往廣島方向的通勤與上學乘客使用此站。

## 歷史
- 1897年（明治30年）9月25日 - 山陽鐵道 廣島站至德山站之間開通，此站啟用。為旅客、貨運車站。
- 1906年（明治39年）12月1日 - 山陽鐵道國有化（日语：鉄道国有法），成為官設鐵道車站。
- 1909年（明治42年）10月12日 - 制定路線名稱。成為山陽本線車站。
- 1962年（昭和37年）10月1日 - 終止貨物起卸業務。
- 1987年（昭和62年）4月1日 - 伴隨國鐵分割民營化，車站由西日本旅客鐵道（JR西日本）營運。
- 1992年（平成4年）11月1日 - 綠色窗口開始營業[1]
- 2003年（平成15年）4月1日 - 由JR西日本廣島MAINTEC（日语：JR西日本広島メンテック）負責車站業務，成為業務委託車站。
- 2007年（平成19年）
  - 6月21日 - 引入可支援ICOCA的簡易型自動閘機（日语：自動改札機）。
  - 9月1日 - 此站可以使用ICOCA。
  - 10月1日 - 綠色窗口營業時間中增設中途休息時間。
- 2010年（平成22年）3月13日 - 卷動字幕式列車出發顯示牌撒走。
- 2015年（平成27年）
  - 9月5日 - 於站西邊開設西出口閘口。該處設有2台基本型自動閘機，1台自動補票機和1台自動售票機。
  - 10月 - JR西日本廣島MAINTEC西廣島營業所從廿日市站遷移此站
- 2016年（平成28年）
  - 3月26日 - 實施時間表修正（日语：ダイヤ改正），成為快速「城市快車」（日语：広島シティネットワーク#快速シティライナー）（只限星期六及假日運行）停車站。
  - 4月10日 - JR西日本廣島MAINTEC西廣島營業所由此站遷移至西廣島站[注 1]。
- 2018年（平成30年）
  - 7月6日 - 發生2018年7月西日本豪雨使車站暫停服務。
  - 8月18日 - 岩國站至海田市站之間重開，快速「城市快車」暫停運行。
- 2019年（平成31年）3月16日 - 暫停運行中的快速「城市快車」正式廢止，變為普通列車。
- 2020年（令和2年）3月14日 - 快速「城市快車」再次運行，但只限在星期六及假日服務。

## 車站構造
本站是地面車站，設有2面2線的相對式月台。下行月台側設有東出口站房，上行月台側則設有西出口站房，兩月台之間透過跨線橋連接。
此站是由宮島口站管理的業務委託車站，並由JR西日本廣島MAINTEC負責車站業務。本站可以使用ICOCA與其互相可以使用的IC卡。由於東出口只設有簡易式自動閘機，因此下車時若使用普通乘車票，只需交給車站職員（在櫃臺非營業時間，把車票投進車票收集箱）。
綠色窗口位於東出口内，西出口則設有自動售票機，該機沒有定期票和特急票。

### 月台
| 月台 | 路線     | 上下行 | 方向             |
| ---- | -------- | ------ | ---------------- |
| 1    | 山陽本線 | 下行   | 岩國、德山方向   |
| 2    | 山陽本線 | 上行   | 宮島口、廣島方向 |

1與2號月台之間設有沒有月台的等待線（在運輸系統上為2號線），該路軌沒有架空電纜，因此電動列車不會使用該月台。而2號月台在運輸系統為「3號線」。

## 使用狀況
以下為近年1日平均乘車人次列表，除非另有指明，否則數據來自《大竹市統計書》：
| 年度               | 1日平均 乘車人次 |
| ------------------ | ---------------- |
| 1994年（平成06年） | 2,409            |
| 1995年（平成07年） |                  |
| 1996年（平成08年） |                  |
| 1997年（平成09年） | 2,451            |
| 1998年（平成10年） |                  |
| 1999年（平成11年） |                  |
| 2000年（平成12年） | 2,275            |
| 2001年（平成13年） | 2,201            |
| 2002年（平成14年） | 2,147            |
| 2003年（平成15年） | 2,093            |
| 2004年（平成16年） | 2,083            |
| 2005年（平成17年） | 2,105            |
| 2006年（平成18年） | 2,075            |
| 2007年（平成19年） | 2,050            |
| 2008年（平成20年） | 2,054            |
| 2009年（平成21年） | 1,984            |
| 2010年（平成22年） | 1,931            |
| 2011年（平成23年） | 1,915            |
| 2012年（平成24年） | 1,943            |
| 2013年（平成25年） | 1,933            |
| 2014年（平成26年） | 1,844            |
| 2015年（平成27年） | 1,845            |
| 2016年（平成28年） | 1,823            |
| 2017年（平成29年） | 1,798            |

## 車站周邊
- 玖波郵局
- 國道2號
- 廣島岩國道路（山陽自動車道）大竹交匯處（日语：大竹インターチェンジ）
- youme Town大竹（日语：ゆめタウン大竹）
- EDION（日语：エディオン）玖波無線

## 相鄰車站
西日本旅客鐵道
 山陽本線
■快速「通勤快車」（只有平日早上上行班次）
通過
■快速「城市快車」（只有星期六及假日服務）、■普通
大野浦－玖波－大竹

## 注腳

## 外部連結
- 玖波｜車站資訊：JR出門網 - 西日本旅客鐵道